# Иберо-мавританская культура
Иберо-мавританская культура, или оранская культура, или уштатийская культура (по названию археологического памятника Уштата) — эпипалеолитическая археологическая культура на территории Северной Африки.

## Происхождение
По одной из гипотез, культура возникла в результате миграции кроманьонцев (носителей мехтоидной расы) с территории Иберийского полуострова (откуда и название); согласно другой гипотезе, является потомком более ранней атерийской культуры, занимавшей ту же территорию.
Наконец, согласно современным[уточнить] представлениям, является потомком халфской культуры, существовавшей на территории Египта в 24—15 тыс. до н. э. и мигрировавшей на запад.

## Палеогенетика
У мехтоидов иберо-мавританской культуры из Афалу (Afalou) в Алжире (15—11 тыс. л. н.) и Тафоральта в Марокко (23—10,8 тыс. л. н.) определены митохондриальные гаплогруппы H or U, T2b, JT or H14b1, J, J1c3f, R0a1a, R0a2c, H1, H2a1e1a, H2a2a1, H6a1a8, H14b1, U4a2b, U4c1, U6d3, U6a1b, U6a6b, U6a7b. В 2013 году исследование ископаемой ДНК показало наличие в Тафоральте митохондриальных гаплогрупп U6, H, JT и V.
У представителей иберо-мавританской культуры также определили митохондриальную гаплогруппу M1b и Y-хромосомную гаплогруппу E1b1b1a1 (M-78) (в том числе «балканский» субклад E1b1b1a1b1 у образца TAF009 возрастом 14,8—13,9 тыс. л. н.).

## Хронология
Существовала в период около 10 120—8550 гг. до н. э. В неолитический субплювиальный период (последний влажный период в истории Сахары) остатки культуры поглощены капсийцами.